# Flexicrurum yangjiao
Espèce
Flexicrurum yangjiao est une espèce d'araignées aranéomorphes de la famille des Psilodercidae.

## Distribution
Cette espèce est endémique de Hainan en Chine,. Elle se rencontre dans le xian de Changjiang.

## Description
Le mâle holotype mesure 2,08 mm et la femelle paratype 2,18 mm.

## Publication originale
- Chang, Li & Li, 2019 : On the genus Flexicrurum Tong & Li, 2007 (Araneae, Psilodercidae) from Hainan Island, China. ZooKeys, no 855, p. 15-30 (texte intégral).